# Englerophytum rwandense
Englerophytum rwandense är en tvåhjärtbladig växtart som först beskrevs av Georges M.D.J. Troupin, och fick sitt nu gällande namn av Ined. Englerophytum rwandense ingår i släktet Englerophytum och familjen Sapotaceae. Inga underarter finns listade i Catalogue of Life.